# Hermann Deutschbein
Hermann Deutschbein (* 21. Juni 1842 in Dessau; † 2. Juni 1919 ebenda) war ein deutscher Kaufmann aus Dessau, der später Abgeordneter im Landtag des Herzogtums Anhalt war.

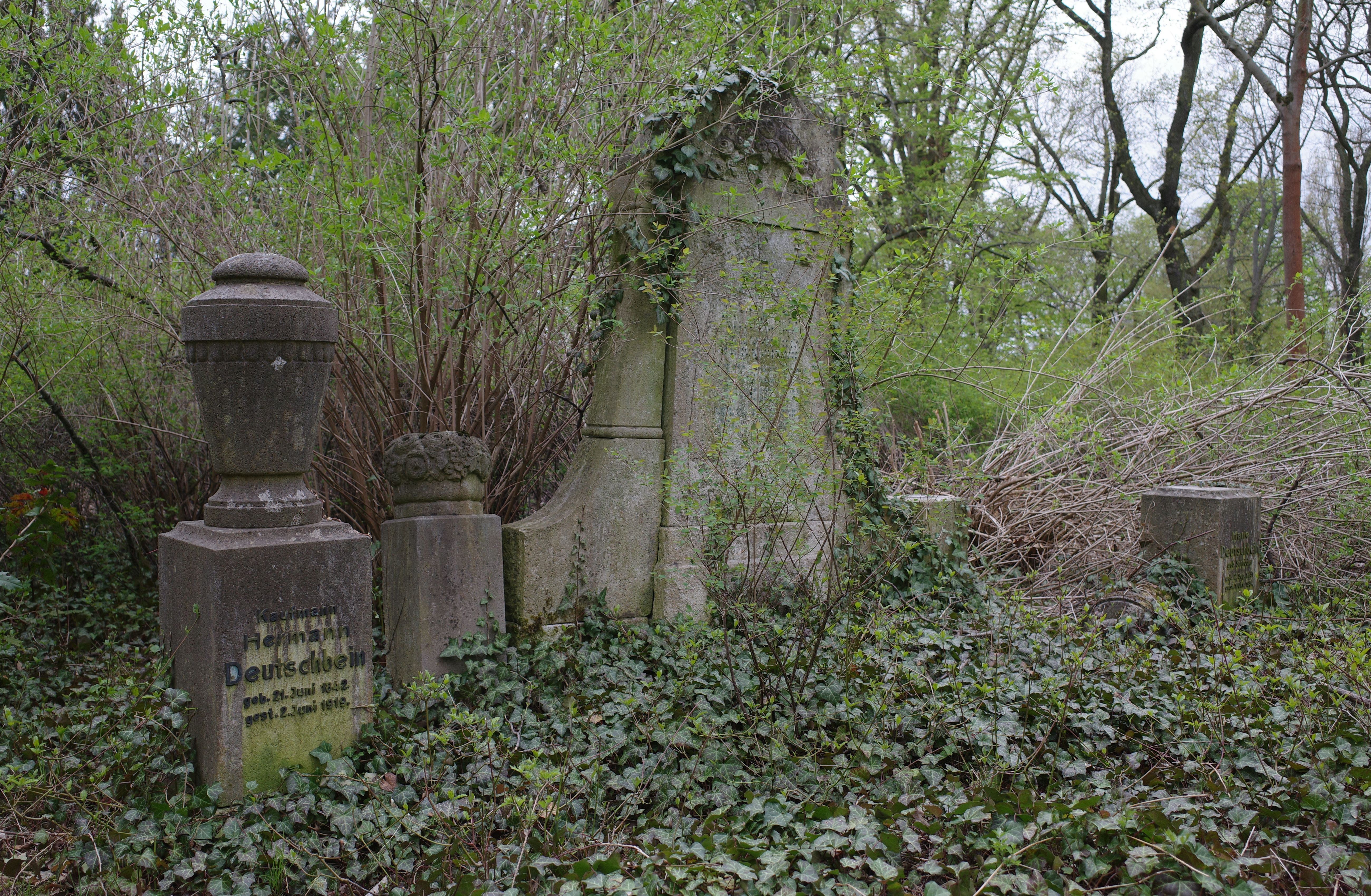
Ruhestätte in Dessau

## Leben
Deutschbein war in der Stadt Dessau im Stadtverordneten-Kollegium tätig. Dort war er in der Kommission zur Hilfeleistung für die „Gassentage“ tätig. In Dessau besaß Deutschbein zumindest seit 1876 eine Metzgerei. Seit 1878 bis zumindest 1896 war Deutschbein Abgeordneter im Herzogtum Anhalt. Seit 1894 war er auch in der Dessauer Handelskammer tätig.